# برت ارمرود
برت ارمرود (انگلیسی: Brett Ormerod؛ زادهٔ ۱۸ اکتبر ۱۹۷۶) بازیکن فوتبال اهل بریتانیا است.
از باشگاه‌هایی که در آن بازی کرده است می‌توان به باشگاه فوتبال پرستون نورث اند، باشگاه فوتبال روچدیل، باشگاه فوتبال ویگان اتلتیک، باشگاه فوتبال پادیام، باشگاه فوتبال ورکسام، باشگاه فوتبال ساوت‌همپتون، باشگاه فوتبال اولدهام اتلتیک، باشگاه فوتبال بامبر بریج، باشگاه فوتبال ناتینگهام فارست، باشگاه فوتبال آکرینگتون استنلی، باشگاه فوتبال بلکپول، و باشگاه فوتبال لیدز یونایتد اشاره کرد.